# 3183 Franzkaiser
3183 Franzkaiser је астероид главног астероидног појаса са средњом удаљеношћу од Сунца која износи 3,189 астрономских јединица (АЈ).
Апсолутна магнитуда астероида је 12,7.